# Thismia janeirensis
Thismia janeirensis är en enhjärtbladig växtart som beskrevs av Johannes Eugen ius Bülow Warming. Thismia janeirensis ingår i släktet Thismia och familjen Burmanniaceae. Inga underarter finns listade i Catalogue of Life.